# Obermayer Ernő

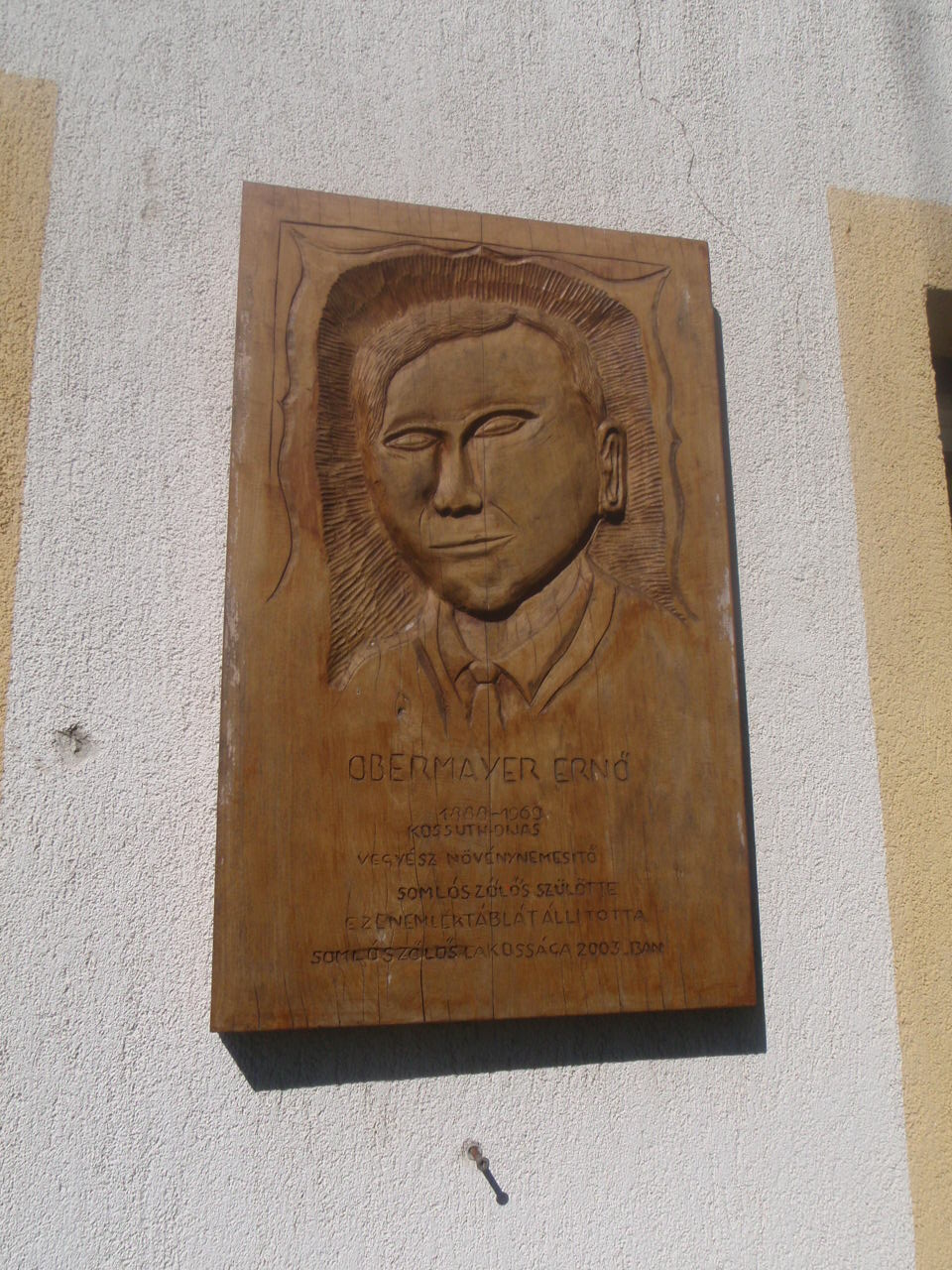
Emléktábla Somlószőlősön

Obermayer Ernő Kálmán (Somlószőlős, 1888. december 13. – Szeged, 1969. május 27.) Kossuth-díjas vegyészmérnök, mezőgazdász, növénynemesítő. Nemzetközileg is elismert eredményeket ért el a magyar fűszerpaprika nemesítésében. Az MTA levelező tagjává választotta (1953).

## Élete, munkássága
Obermayer Ernő számtartó és Kocsy Irma gyermekeként született. Középiskolai tanulmányait a Cisztercita Rend Pécsi Római Katolikus Főgimnáziumában végezte, majd a Magyar Királyi József Műegyetem vegyészmérnöki karának hallgatója lett. 1910-ben kapta meg vegyészmérnöki diplomáját. A búza virágzásbiológiája mellett már ekkor elkezdett foglalkozni a fűszerpaprika olajtartalmának vizsgálatával. Pályakezdőként a magyaróvári Országos Növénynemesítési Intézetben (1910–1918) szerzett tapasztalatokat, ahol Grábner Emil munkatársa volt. 1918-ban a budapesti Országos Chemiai Intézetbe került, innen pedig Kalocsára, a fűszerpaprika-termelés egyik hazájába. Itt indította el a fűszerpaprika nemesítését, több csípős és nem csípős (csemege) fajtát sikerült meghonosítania.
1927-ben a szegedi Vegykísérleti Állomásra került, három év múltán (1931) a Növénytermesztési és Növénynemesítő Kísérleti Állomás igazgatójaként (1931–) további eredményeket ért el a szegedi fűszerpaprika nemesítésében és termesztésének fejlesztésében. A hazai termesztésben meghonosodott csípős fajták mintegy 80%-a az ő kísérleteinek eredménye. A szárazságtűrő étkezési paprika előállításával kapcsolatos kísérletei is eredményre vezettek. Neki és Szent-Györgyi Albert kísérleteinek köszönhetően (Szent-Györgyi a fűszerpaprikából tudott legtöbb C-vitamint nyerni) vett újabb lendület a fűszerpaprika-termelés Szegeden az 1930-as, 1940-es években és még több évtizeden át.
A rizstermesztés meghonosításában a fajtakérdést sikerült megoldania, kikísérletezte, hogy melyik fajta a legalkalmasabb hazai termesztésre, számos hazai eredménytelen kísérlet előzte meg már évszázadok óta. (Tévesen a rizstermesztés meghonosításának célját gyakran a Rákosi-kurzushoz kötik, holott ez már jóval korábban kezdődött, a török időkre nyúlik vissza.)
A paprikán és a rizsen kívül a gabona-, szója-, fűszerkömény, ricinus és a gyapot termesztése is foglalkoztatta. Az MTA által 1961-ben életre hívott Szegedi Akadémiai Bizottság (SZAB) Agrár és Földtudományi szakbizottságának irányításával Obermayer Ernőt, az MTA levelező tagját bízták meg.

## Emlékezete
1978. december 12-én, születésének 90. évfordulója alkalmából felállították mellszobrát Szegeden, a Gabonakutató parkjában. A szobor Lapis András szobrászművész alkotása.

## Tudományos közleményei és kötetei (válogatás)
- A paprika mint magyar fűszer-különlegesség és kiviteli cikk. Budapest : Pallas Ny., 1929. 10 p. ; (Klny. a Kísérletügyi Közlemények 1928. évfolyamából).
- Ärztliche Meinungen über die physiologische Wirkung des ungarischen Paprikas. Budapest : Pallas, 1935. 12 p., 2 t. (Klny.: a Kísérletügyi Közleményekből).
- A magyar fűszerpaprika szántóföldi termesztése. Budapest : Pallas, 1938. 46 p.
- A magyar fűszerpaprika helyes termesztése és ipari feldolgozása. Társszerzők: Horváth Ferenc, Szanyi István. Budapest : Fűszerpaprikát Értékesítő Közp. Szöv., 1938. 95 p.
- Négyéves kísérlet a Baross-féle nőivarú ricinussal. Budapest : Pátria Ny., 1942 4 p. ; (Klny. a Köztelekből).
- Magyarország gabonatermesztése. Budapest : Pallas Ny., 1942. 6 p. ; (Klny.: Kísérletügyi közlemények "Szemle" melléklete)
- Szójababtermesztés háborús jelentősége. Budapest : Stephaneum Ny., 1942. 4 p. ; (Klny.: a Növényvédelemből).
- Útmutató a konyhakömény termesztésére. Szeged : Áll. Növénytermesztési és Növénynemesítő Kísérleti Intézet, 1948. (Szeged : Ablaka Ny.) 8 p.
- Tájékoztató a gyapotnövény termesztéséről külföldi és hazai vonatkozásban. Szeged : Áll. Növénytermesztési és Növénynemesítő Kísérleti Int., 1948? (Szeged : [Ablaka Ny.]) 8 p.
- A paprika. Társszerzők: Mándy György, Benedek László. Budapest : Akadémiai Kiadó, 1955. 125 p.
- A fűszerpaprika legjobb ültetési idejének megállapítása szakaszos ültetési idő-kísérletekkel. Budapest : Akadémiai Kiadó, 1955. pp. 279–305. (Klny. a Magyar Tudományos Akadémia Agrártudományok Osztályának Közleményeiből).

## Díjai, elismerései (válogatás)
- Kossuth-díj (1949)
- Munka Érdemrend (1963)[7]
- Munka Érdemrend arany fokozata (1967)[8]